# Élection du Conseil de sécurité des Nations unies de 2014
La 70e élection du Conseil de sécurité des Nations unies a eu lieu le 16 octobre 2014 pendant la 69e session de l’Assemblée générale des Nations unies au siège des Nations unies à New York. Cette élection consistait en le renouvellement de cinq des dix sièges non permanents du Conseil, les nouveaux membres étant élus pour un mandat de deux ans commençant le 1er janvier 2015 et s'achevant le 31 décembre 2016. Les cinq sièges permanents, comme l'indique leur dénomination, ne sont pas concernés par cette élection. Les sièges à renouveler sont :
- Un pour l'Afrique
- Un pour le groupe Asie-Pacifique[2]
- Un pour l'Amérique latine et les Caraïbes
- Deux pour l'Europe de l'Ouest et les autres groupes

Les pays ont élu l'Angola, la Malaisie, la Nouvelle-Zélande, l'Espagne et le Venezuela.

## Candidats

### Groupe Europe de l'ouest et autres états
- Nouvelle-Zélande[3],[4],[5]
- Espagne[6],[7]
- Turquie[8],[9]

### Groupe Amérique latine et Caraïbes
- Venezuela[10],[11]

### Groupe Asie-Pacifique
- Fidji (candidature retirée avant l'élection)[12],[13]
- Malaisie[14],[15],[16]

### Groupe Afrique
- Angola[17]

## Résultat

### Groupes Afrique et Asie-Pacifique
| Résultats de l'élection des groupes Afrique et Asie-Pacifique | Résultats de l'élection des groupes Afrique et Asie-Pacifique |
| ------------------------------------------------------------- | ------------------------------------------------------------- |
| Membre                                                        | Tour 1                                                        |
| Angola                                                        | 190                                                           |
| Malaisie                                                      | 187                                                           |
| République du Congo                                           | 1                                                             |
| Abstention                                                    | 1                                                             |
| Majorité requise                                              | 128                                                           |

### Groupe Amérique latine et Caraïbes
| Résultats de l'élection du groupe Amérique latine et Caraïbes | Résultats de l'élection du groupe Amérique latine et Caraïbes |
| ------------------------------------------------------------- | ------------------------------------------------------------- |
| Membre                                                        | Tour 1                                                        |
| Venezuela                                                     | 181                                                           |
| Brésil                                                        | 1                                                             |
| Abstention                                                    | 10                                                            |
| Votes invalides                                               | 1                                                             |
| Majorité requise                                              | 122                                                           |

### Groupe Europe de l'Ouest et autres états
| Résultats de l'élection du groupe de l'Europe de l'Ouest et autres états | Résultats de l'élection du groupe de l'Europe de l'Ouest et autres états | Résultats de l'élection du groupe de l'Europe de l'Ouest et autres états | Résultats de l'élection du groupe de l'Europe de l'Ouest et autres états | Résultats de l'élection du groupe de l'Europe de l'Ouest et autres états |
| ------------------------------------------------------------------------ | ------------------------------------------------------------------------ | ------------------------------------------------------------------------ | ------------------------------------------------------------------------ | ------------------------------------------------------------------------ |
| Membre                                                                   | Tour 1                                                                   | Tour 2                                                                   | Tour 3                                                                   |                                                                          |
| Nouvelle-Zélande                                                         | 145                                                                      | —                                                                        | —                                                                        |                                                                          |
| Espagne                                                                  | 121                                                                      | 120                                                                      | 132                                                                      |                                                                          |
| Turquie                                                                  | 109                                                                      | 73                                                                       | 60                                                                       |                                                                          |
| Abstention                                                               | 0                                                                        | 0                                                                        | 1                                                                        |                                                                          |
| Majorité requise                                                         | 129                                                                      | 129                                                                      | 128                                                                      |                                                                          |